# Sore wa, totsuzen, arashi no you ni...
Sore wa, totsuzen, arashi no you ni... (それは、突然、嵐のように...?, Sore wa, totsuzen, arashi no you ni...), in inglese conosciuto anche come "Also known as: It was sudden, like a storm..." (È stato improvviso, come una tempesta...), è un dorama invernale della TBS andato in onda nel 2004; protagonista è Tomohisa Yamashita.

## Trama
Kozue è una donna sposata, apparentemente felicemente, da sette anni con Hideo; non sono riusciti ad avere figli, ma vivono assieme agli anziani genitori accudendo il loro negozietto di fiori. Kozue però, insoddisfatta del tran tran della sua vita quotidiana, decide di accettare un lavoro a tempo parziale nella redazione di una rivista.
Una sera, mentre sta ritornando a casa, sotto una pioggia battente, incontra Takuma, uno studente di liceo; il volto assorto, quasi triste del ragazzo, attrae subito l'attenzione e la curiosità della giovane donna.
Del tutto inaspettato, come una tormenta, qualcosa nasce dentro i loro cuori; venuta a sapere che il ragazzo studia danza, inizia a farsi dare lezioni private; i loro corpi via via si fanno sempre più vicini.

## Interpreti, protagonisti
- Makiko Esumi è Ogawa Kozue, 34 anni
- Tomohisa Yamashita è Fukazawa Takuma, 17 anni, promettente ballerino
- Toshiro Yanagiba è Ogawa Hideo
- Mao Miyaji è Hayakawa Kaori
- Tae Kimura è Ueshima Yukie
- Kenji Kohashi è Sugiura Katsumi
- Takako Kato è Ishikura Kiyoko
- Ryo Katsuji è Kase Keisuke
- Yū Yamada è Usui Kana
- Haruka Ayase è Makino Saho
- Mari Hamada è Yoshizawa Kazumi
- Machiko Washio è Shoji Kyoko
- Seminosuke Murasugi è Handa Takehiko
- Jun Inoue è Kusumoto Toichiro
- Yumi Shirakawa è Nakamura Hanae
- Raita Ryu è Nakamura Kozo
- Noriko Watanabe
- Yuki Umishima (ep. 7)